# Scherma ai Giochi della XXVI Olimpiade - Fioretto individuale maschile
Il torneo di Fioretto individuale maschile dei giochi olimpici di Atlanta 1996 si è svolto il 22 luglio 1996 presso il Georgia World Congress Center.

## Programma
| Date                   | Time        | Round                                                              |
| ---------------------- | ----------- | ------------------------------------------------------------------ |
| Lunedì, 22 luglio 1996 | 09:30 17:30 | Trentaduesimi Sedicesimi Ottavi Quarti di finale Semifinali Finali |

## Risultati

### Finali
|  | Semifinali         | Semifinali         | Semifinali         |                    |                  | Finale             | Finale             | Finale             |  |
|  |                    |                    |                    |                    |                  |                    |                    |                    |  |
|  | Wolfgang Wienand   | Wolfgang Wienand   | 9                  |                    |                  |                    |                    |                    |  |
|  | Wolfgang Wienand   | Wolfgang Wienand   | 9                  |                    |                  |                    |                    |                    |  |
|  | Lionel Plumenail   | Lionel Plumenail   | 15                 |                    |                  |                    |                    |                    |  |
|  | Lionel Plumenail   | Lionel Plumenail   | 15                 |                    | Lionel Plumenail | Lionel Plumenail   | 12                 |                    |  |
|  |                    |                    |                    |                    | Lionel Plumenail | Lionel Plumenail   | 12                 |                    |  |
|  |                    |                    | Alessandro Puccini | Alessandro Puccini | 15               |                    |                    |                    |  |
|  | Franck Boidin      | Franck Boidin      | Alessandro Puccini | Alessandro Puccini | 15               | 13                 |                    |                    |  |
|  | Franck Boidin      | Franck Boidin      |                    |                    |                  | 13                 |                    |                    |  |
|  | Alessandro Puccini | Alessandro Puccini | 15                 |                    |                  | Finale terzo posto | Finale terzo posto | Finale terzo posto |  |
|  | Alessandro Puccini | Alessandro Puccini | 15                 |                    |                  |                    |                    |                    |  |
|  |                    |                    |                    |                    |                  |                    |                    |                    |  |
|  |                    |                    |                    |                    |                  | Wolfgang Wienand   | Wolfgang Wienand   | 11                 |  |
|  |                    |                    |                    |                    |                  | Wolfgang Wienand   | Wolfgang Wienand   | 11                 |  |
|  |                    |                    |                    |                    |                  | Franck Boidin      | Franck Boidin      | 15                 |  |